# Aberdaria
Aberdaria ligulata es una especie de araña araneomorfa de la familia Linyphiidae. Es el único miembro del género monotípico Aberdaria.

## Distribución
Es un endemismo de Kenia. 